# Päivälehti

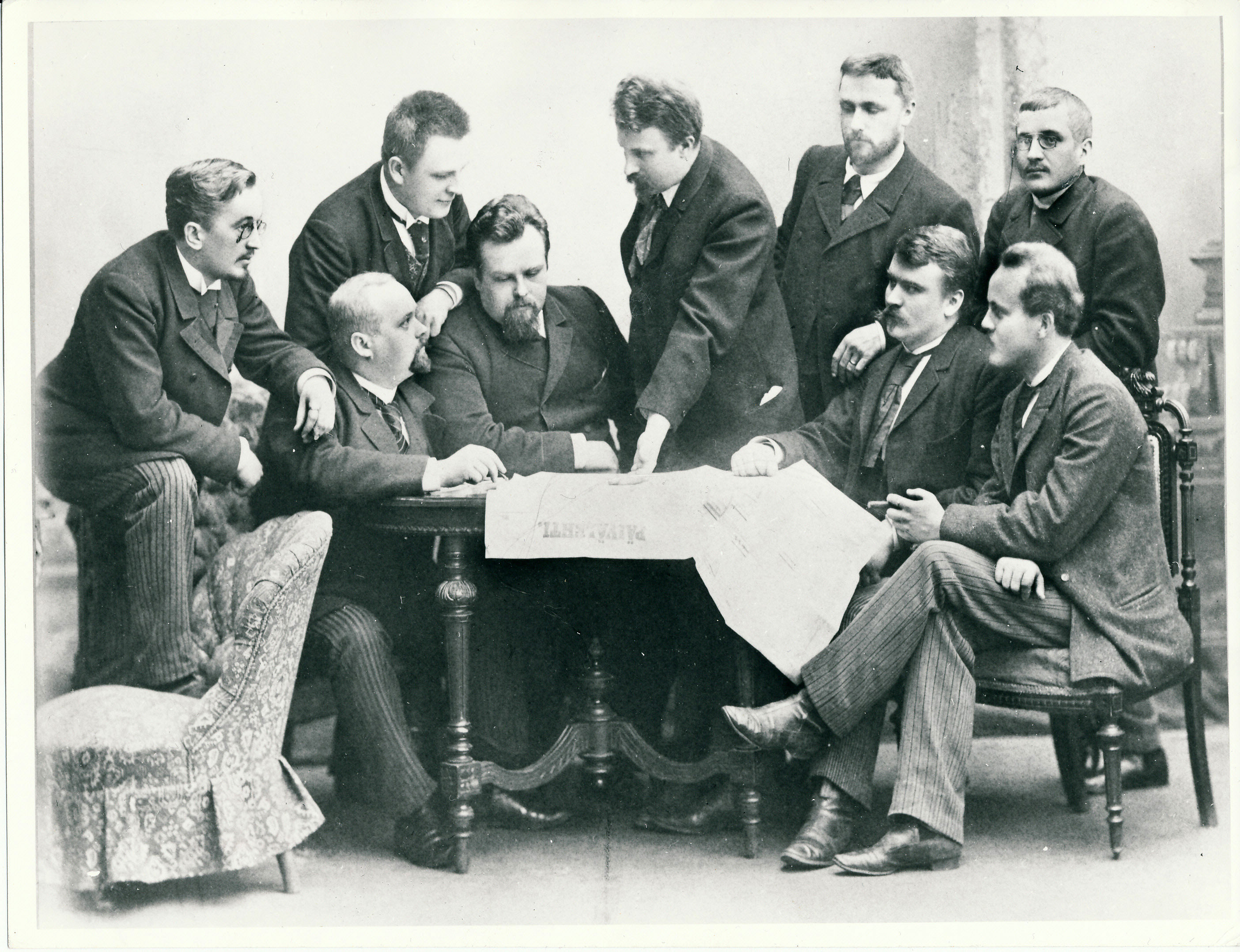
Redaktionskommittén 1893
Ståender: Kasimir Leino, Reinhold Roine, Juhani Aho, Arvid Järnefelt och Erkki Reijonen.
Sittande: Santeri Ingman, E.O. Sjöberg, Eero Erkko och Filip Warén.

Päivälehti var en dagstidning i Storfurstendömet Finland.
Päivälehti grundades 1889 av Eero Erkko, vilken också var chefredaktör 1890-1902, som organ för Ungfinska partiet med utgivning sex dagar i veckan. Det nystartade företaget Sanoma stod för utgivningen.
Tidningen hävdade större frihet för Finland och till och med självständighet. Detta ledde till censur och till att tidningen ofta fick tillfälligt upphöra med utgivningen. I juni 1904, en vecka efter det att generalguvernören Nikolaj Bobrikov mördades av Eugen Schauman, skrev Päivälehti en ledare om hur ljuset vid midsommaren till slut vinner över mörkret. Detta fick till följd att tidningen fick läggas ned samma år. 
I Päivälehtlis ställe grundade dess ägare Helsingin Sanomat fyra dagar efter Päivälehtis nedläggning.